# Кох, Дэвид
Дэвид Гамильтон Кох (англ. David Hamilton Koch, 3 мая 1940, Уичито, штат Канзас, США — 23 августа 2019) — американский бизнесмен и инженер, миллиардер.

## Биография
Родился в семье основателя Koch Industries Фреда Коха. Помимо Чарльза, у него ещё двое братьев — Фредерик и Уильям. До конца жизни являлся совладельцем и исполнительным вице-президентом Koch Industries.
Дэвид получил технологическое образование, стал магистром химической технологии. Очень увлекался баскетболом, но его ожидала отнюдь не спортивная карьера. Так, в 30 лет он начал работать в Koch Industries, а через девять лет уже получил должность президента Koch Engineering. Компания мирно развивалась благодаря усилиям братьев, но после смерти их отца в семье наступил настоящий кризис. Двое братьев, Билл и Фредерик, активно протестовали по поводу того, что Чарльз пытается прибрать все управление семейным делом в свои руки. В 1980 году они предприняли попытку что-либо изменить, но тут на защиту Чарльза встал Дэвид, и им вдвоем через три года удалось выкупить акции своих братьев, а также других акционеров, выложив за них 1,3 миллиарда долларов. Это была поистине астрономическая сумма, но эта сделка стала первой на счету побед Чарльза и Дэвида.
Братья с самого начала активно взялись за расширение границ деятельности своей компании. Если раньше Koch Industries традиционно ассоциировалась с энергетическим сектором, то сейчас компания позиционирует свою деятельность, как переработку сырья. Братья инвестируют в отрасли нефтепереработки, производство удобрений, полимеров, волокон, лесопроизводство, выпуск потребительских товаров.
Братья активно участвовали в политической жизни, финансировали политические акции, политические фигуры, поддерживали массовые выступления консервативного направления. В частности, братья Кох организовали и финансировали одну из самых массовых лоббистских групп консервативного направления «Американцы за процветание». Миллионы долларов Кохи вложили в исследования, призванные опровергнуть теорию о том, что человечество своей деятельностью вызывает глобальное потепление. Дэвид Кох поддерживал программы научных исследований и образовательные программы в Институте гуманитарных исследований Университета Джорджа Мэйсона. Состояние братьев Дэвида и Чарльза Кохов оценивалась в общей сумме около ста миллиардов долларов. История бизнес-успеха братьев неразрывно связана с компанией Koch Industries, развитием которой они и занимаются совместно.
Реинвестиция доходов компании достигает 90 %, каждый год братья вкладывали в свой бизнес огромные средства, и в 2012 году выручка компании составила около 115 миллиардов долларов.
На президентских выборах 1980 года Дэвид баллотировался в вице-президенты от Либертарианской партии.
1 февраля 1991 года был одним из 83 пассажиров авиалайнера Boeing 737 авиакомпании USAir, потерпевшего катастрофу в аэропорту Лос-Анджелеса. Во время эвакуации Дэвид Кох получил несколько ожогов, но остался жив.
Был членом совета директоров Института Катона.